# Réboxétine
La réboxétine est une molécule inhibitrice de la recapture de la noradrénaline prescrite comme antidépresseur. Son efficacité a été contestée en 2010 après qu'il soit apparu que des études négatives n'avaient pas été publiées, et en 2018, une étude comparative de 21 antidépresseurs la classait en dernière position.

## Historique
Il s'agit, chronologiquement, du premier inhibiteur de la recapture de la noradrénaline, qui ait été commercialisé. La réboxétine a été commercialisée dans plusieurs pays d'Europe en 1997 mais son autorisation de mise sur le marché a été refusée aux États-Unis en 2001 et elle n'est pas non plus commercialisée en France. Son marché est resté faible, faisant par exemple moins de 1 % des antidépresseurs en Allemagne en 2008.

## Efficacité
Il n'a pas prouvé son efficacité en cas de dépression sévère. Il serait même le moins efficace de tous les antidépresseurs récents,.
Selon une méta-analyse et revue systématique réalisée par l'IQWiG, incluant les essais non publiés, les essais publiés surestimaient l'efficacité de la réboxétine de plus de 115 % par rapport au placebo et de 23 % par rapport aux ISRS, et sous-estimaient les effets secondaires. Les auteurs ont ainsi conclu que la réboxétine est un antidépresseur inefficace et dangereux. Leur étude montre également que près des trois quarts des données sur les patients ayant participé aux essais de réboxétine n'ont pas été publiées par Pfizer, biaisant l'évaluation de son l'efficacité.
Elle pourrait avoir un effet positif dans la schizophrénie.